# 第一代倫斯特公爵詹姆斯·斐茲傑拉德
第一代倫斯特公爵詹姆斯·斐茲傑拉德（英語：James FitzGerald, 1st Duke of Leinster，1722年5月29日—1773年11月19日）是一名愛爾蘭貴族，斐茲傑拉德家族的成員。父親是羅伯特·斐茲傑拉德，第十九代基爾代爾伯爵（Robert FitzGerald, 19th Earl of Kildare），1743年繼任父親為第二十代基爾代爾伯爵 ，1766年獲得倫斯特公爵爵位。

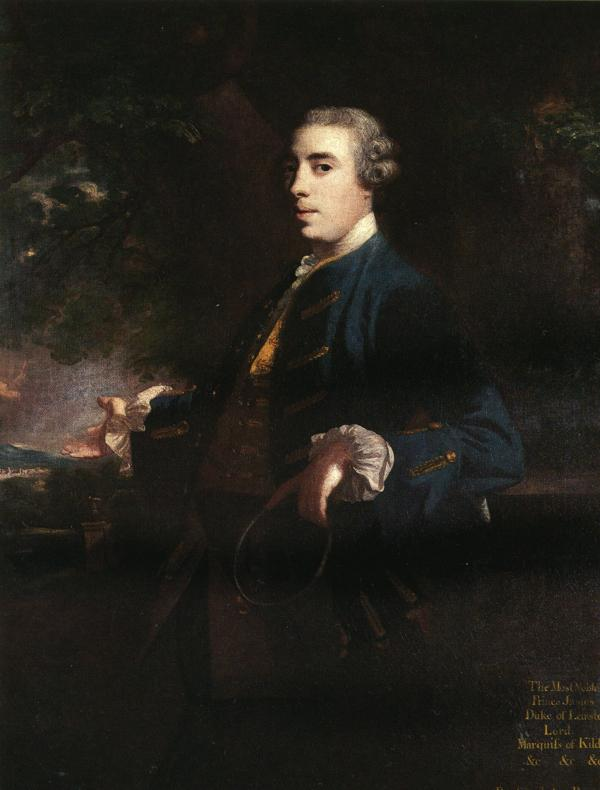
倫斯特公爵詹姆斯·斐茲傑拉德

## 家庭
斐茲傑拉德於1747年和艾蜜莉·倫諾克斯結婚，她是英格蘭國王查理二世的私生後代。他們有以下子女：
- 威廉·斐茲傑拉德（1749—1804），第二代公爵
- 艾蜜莉·斐茲傑拉德（1751—1818）
- 查爾斯·斐茲傑拉德（1756—1810）
- 夏洛特·斐茲傑拉德（1758—1836）
- 亨利·斐茲傑拉德（1761—1829）
- 愛德華·斐茲傑拉德（英语：Lord Edward FitzGerald）（1763—1798）
- 露西安·斐茲傑拉德（1771—1851）